# Statskij sovetnik
Statskij sovetnik (russisk: Статский советник, da.: ~ Statsråden) er en russisk spillefilm fra 2005 af instrueret af Filipp Jankovskij med Oleg Mensjikov og Nikita Mikhalkov i hovedrollerne.

## Medvirkende
- Oleg Mensjikov som Erast Fandorin
- Nikita Mikhalkov som Pozharskij
- Konstantin Khabenskij som Green
- Igor Yasulovitj som Aronzon
- Vladimir Masjkov som Tikhon Bogojavlenskij